# David G. Farragut
David Glascoe Farragut (Knoxville, 5 luglio 1801 – Portsmouth, 14 agosto 1870) è stato un ammiraglio statunitense, primo ammiraglio e comandante in capo della marina militare statunitense.

## Biografia e carriera
David Glascoe Farragut fu principalmente un alto ufficiale  della Marina degli Stati Uniti durante la guerra civile americana.
Viene ricordato per il suo ordine nella battaglia di Mobile Bay, solitamente parafrasato come "Accidenti alle mine, avanti a tutta velocità" passato nella tradizione della US Navy. 
Significativo l'episodio del 1862, durante la guerra di secessione americana, quando Farragut guidò una flotta che occupò New Orleans, impedendo alla Confederazione l'utilizzo del Mississippi come via di comunicazione con l'esterno. La flotta di Farragut non riuscì a superare le fortificazioni di Vicksburg se non dopo la conquista della città da parte di Grant.

### Famiglia di origine e infanzia
James Glasgow Farragut nacque nel 1801 da George Farragut (nato Jordi Farragut Mesquida, 1755–1817), un capitano mercantile spagnolo di Minorca, e sua moglie Elizabeth (nata Shine, 1765–1808), della Carolina del Nord  -Discendenza irlandese americana, a Lowe's Ferry sul fiume Holston nel Tennessee.
Dopo aver prestato servizio nella marina mercantile spagnola, George Farragut arrivò in Nord America nel 1766 e prestò servizio come ufficiale di marina durante la guerra rivoluzionaria americana, prima con la Marina della Carolina del Sud, poi con la Marina Americana. George ed Elizabeth si trasferirono a ovest nel Tennessee dopo il suo servizio nella Rivoluzione, dove operò a Lowe's Ferry e prestò servizio come ufficiale di cavalleria nella milizia del Tennessee.  Nel 1805, George accettò un posto nel porto statunitense di New Orleans, dove si trasferì per primo, seguito dalla sua famiglia in un avventuroso viaggio di 1 700 miglia (2700 km) su un battello piatto equipaggiato da uomini del fiume, e fu il primo viaggio di James, allora di  quattro anni. La famiglia viveva ancora a New Orleans quando Elizabeth morì di febbre gialla, e George Farragut  decise di affidare i bambini piccoli ad amici e familiari: tra questi, vi era David Porter, ufficiale della Marina degli Stati Uniti, il cui padre aveva servito con George Farragut durante la Rivoluzione. Nel 1812, il giovane James adottò il nome "David" in onore del padre adottivo, con il quale andò per  mare alla fine del 1810. David Farragut crebbe quindi in una famiglia marinara, come fratello adottivo del futuro ammiraglio della Guerra Civile, David Dixon Porter e del futuro commodoro William D. Porter.
Quando aveva 11 anni, Farragut prestò servizio nella guerra del 1812 sotto il comando del padre adottivo. Ricevette il suo primo comando nel 1824, all'età di 21 anni, e continuò a partecipare alle operazioni antipirateria nel Mar dei Caraibi. Prestò poi servizio nella guerra messicano-americana sotto il comando di Matthew C. Perry, partecipando al blocco di Tuxpan. Dopo la guerra, supervisionò la costruzione del cantiere navale di Mare Island, che fu la prima base della Marina degli Stati Uniti stabilita nell'Oceano Pacifico.
Sebbene Farragut risiedesse a Norfolk, in Virginia, prima della guerra civile, era un unionista del sud che si oppose fermamente alla secessione meridionale e rimase fedele all'Unione dopo lo scoppio della guerra civile. Nonostante alcuni dubbi sulla lealtà di Farragut, gli fu assegnato il comando di un attacco all'importante città portuale confederata di New Orleans. Dopo aver sconfitto i Confederati nella battaglia dei forti Jackson e St. Philip, Farragut conquistò New Orleans nell'aprile 1862. Fu promosso contrammiraglio dopo la battaglia e aiutò a estendere il controllo dell'Unione lungo il fiume Mississippi, partecipando all'assedio di Port Hudson. Con l'Unione al controllo del Mississippi, Farragut condusse con successo un attacco a Mobile Bay, sede dell'ultimo grande porto confederato nel Golfo del Messico. Farragut fu promosso ammiraglio dopo la fine della guerra civile e rimase in servizio attivo fino alla sua morte nel 1870.